# Eilema ardens
Eilema ardens är en fjärilsart som beskrevs av Butler 1882. Eilema ardens ingår i släktet Eilema och familjen björnspinnare. Inga underarter finns listade i Catalogue of Life.